# Escut de Calafell
L'escut oficial de Calafell té el següent blasonament:
Escut caironat truncat: al 1r d'atzur, una creu grega abscissa fesa d'angles curvilinis i patent d'argent; i al 2n d'or, 4 pals de gules. Per timbre una corona mural de poble.

## Història
Va ser aprovat el 9 de juny de 1982 i publicat en el DOGC el 30 de juliol del mateix any amb el número 245.
La creu és un senyal tradicional de l'escut de Calafell; de fet, l'església del poble està dedicada a la Santa Creu. Els quatre pals de Catalunya recorden la jurisdicció reial sobre la localitat.